# Insomniac Games
Insomniac Games et et amerikansk spiludvikler firma. Det blev grundlagt i 1994 af Ted Price som "Xtreme Software", og skiftede så navn til "Insomniac Games" i 1995. De har udgivet titler til PlayStation, PlayStation 2, PlayStation 3, Xbox 360 og Xbox One.
Selskabets første projekt var Disruptor til PlayStation, hvis manglende salg næsten førte til firmates konkurs. Insomniac's næste projekt var Spyro the Dragon, en succesfuld franchise, der opfostrede to fortsættelser inden for de næste to år.

## Spil
Insomniac Games står bag udviklingen af spillene:
- Spyro the Dragon
- Spyro 2: Gateway to Glimmer
- Spyro: Year of the Dragon
- Ratchet & Clank
- Resistance 2
- Disruptor
- Marvel's Spider-Man

## Resultater
1. ↑  http://www.insomniacgames.com/games/disruptor/ - hentet d. 4. januar 2016